# Aaron Ramsey
Aaron James Ramsey, valižanski nogometaš nogometaš, * 26. december 1990, Caerphilly, Wales, Združeno kraljestvo.
Aaron Ramsey igra kot centralni vezist za klub Cardiff City. Igral je tudi že na krilu ter bočnem branilskem položaju.

## Klubska statistika
(dopolnjeno do 27. februar 2010)
| Klub             | Sezona           | Liga    | Liga | Liga   | FA pokal | FA pokal | FA pokal | Angleški ligaški pokal | Angleški ligaški pokal | Angleški ligaški pokal | Evropa  | Evropa | Evropa | Skupno  | Skupno | Skupno |
| Klub             | Sezona           | Nastopi | Goli | Podaje | Nastopi  | Goli     | Podaje   | Nastopi                | Goli                   | Podaje                 | Nastopi | Goli   | Podaje | Nastopi | Goli   | Podaje |
| ---------------- | ---------------- | ------- | ---- | ------ | -------- | -------- | -------- | ---------------------- | ---------------------- | ---------------------- | ------- | ------ | ------ | ------- | ------ | ------ |
| Cardiff City     | 2006–07          | 1       | 0    | 0      | 0        | 0        | 0        | 0                      | 0                      | 0                      | 0       | 0      | 0      | 1       | 0      | 0      |
| Cardiff City     | 2007–08          | 15      | 1    | 3      | 5        | 1        | 0        | 0                      | 0                      | 0                      | 0       | 0      | 0      | 20      | 2      | 3      |
| Skupno           | Skupno           | 16      | 1    | 3      | 5        | 1        | 0        | 0                      | 0                      | 0                      | 0       | 0      | 0      | 21      | 2      | 3      |
| Arsenal          | 2008–09          | 9       | 0    | 1      | 4        | 0        | 0        | 3                      | 0                      | 2                      | 6       | 1      | 0      | 22      | 1      | 3      |
| Arsenal          | 2009–10          | 18      | 3    | 3      | 2        | 1        | 0        | 3                      | 0                      | 0                      | 6       | 0      | 0      | 29      | 4      | 3      |
| Arsenal          | 2010–11          | 0       | 0    | 0      | 0        | 0        | 0        | 0                      | 0                      | 0                      | 0       | 0      | 0      | 0       | 0      | 0      |
| Skupno           | Skupno           | 27      | 3    | 4      | 6        | 1        | 0        | 6                      | 0                      | 2                      | 12      | 1      | 0      | 51      | 5      | 6      |
| Skupno v karieri | Skupno v karieri | 43      | 4    | 7      | 11       | 2        | 0        | 6                      | 0                      | 2                      | 12      | 1      | 0      | 72      | 7      | 9      |

## Zadetki zavaližansko nogometno reprezentanco
Prva številka pri rezultatih predstavlja izkupiček Walesa.
| #  | Datum             | Prizorišče                            | Nasprotnik  | Izid | Končni rezultat | Tekmovanje                               |
| -- | ----------------- | ------------------------------------- | ----------- | ---- | --------------- | ---------------------------------------- |
| 1. | 14. oktober 2009  | Rheinpark Stadion, Vaduz, Lihtenštajn | Lihtenštajn | 2–0  | 2–0             | Kvalifikacije za Svetovno prvenstvo 2010 |
| 2. | 14. november 2009 | Cardiff City Stadium, Cardiff, Wales  | Škotska     | 3–0  | 3–0             | Prijateljska tekma                       |

## Dosežki

#### Cardiff City
Drugouvrščeni
- FA pokal: 2008

#### Individualno
- Valižanski mlad igralec leta: 2009, 2010